# 米山篤志
米山 篤志（よねやま あつし、1976年11月20日 - ） は、栃木県宇都宮市出身の元サッカー選手、サッカー指導者。現役時代のポジションはディフェンダー。元日本代表。

## 来歴
桐蔭学園高校時代、スランプに陥った時期に李国秀の勧めでミッドフィールダーからディフェンダーへと転向した。
駒澤大学では2度の全日本大学選手権優勝やユニバーシアード日本代表選出などの実績を残し、在学中の1998年にヴェルディ川崎に入団。同年2ndステージにはレギュラーポジションを獲得した。2000年にはフェアプレー個人賞を獲得した。
トルシエ監督時代には日本代表にも選出され、2000年2月26日のAFCアジアカップ2000 (予選) のブルネイ戦で国際Aマッチのキャップを記録した。
以後も主力として東京Vのレギュラーを務めていたが、2005年に東京VのJ2降格が決定するとクラブの方針から戦力外通告を受けた。この時、米山と林健太郎が早々に戦力外通告を受けた事は、高校・大学とプロ入り前からチームメイトだった山田卓也やクラブ後輩の小林大悟が東京Vを去る決断をする要因となった。
2005年10月8日、1999年度ミス日本ミス水着に選ばれた小谷亜希子と入籍。
2006年は川崎フロンターレに移籍。第6節のジェフユナイテッド千葉戦に途中出場し、J1リーグ通算200試合出場を達成した。シーズン終了後には「川崎は来期に向けての契約非継続選手はゼロ」との報道もされていたが、2007年1月にJリーグ合同トライアウトに米山が参加していたことから、実際には戦力外通告を受けていた事が明らかになった。2007Jリーグ開幕直前に名古屋グランパスエイトの練習に参加し、正式に入団が決定した。2008年11月末にシーズン限りでの退団が明らかになったが、その直後のホーム最終戦・対札幌の試合終了直前に「無回転ボール」での強烈な直接フリーキックをゴールを決めた。
2009年、この年からJ2に昇格した故郷のクラブ・栃木SCに完全移籍。2010年は佐藤悠介とダブルボランチを組み、4連勝を含む11戦負け無しとチームの好調を支えたが、終盤は出場機会が減り、2010年シーズンを持って契約満了となり退団した。
2011年は、FCタンパベイ（アメリカ）や、深圳（中国）、愛媛FC、さらにはオーストラリア、ベトナムと、各国でプレーできるクラブを模索するも契約に至らず、11月8日に現役引退を発表した。
2012年より、ファンルーツアカデミーコーチングスタッフ、東京23FC監督に就任。これと平行して中日スポーツ紙上でのサッカー評論も行う。
2014年10月、東京23FCの監督を解任された
2015年、名古屋グランパスのスクールコーチに就任。
2017年シーズンから川崎Fのトップチームコーチに就任。同年4月にJFA 公認S級コーチライセンスを取得。
2020年シーズンからFC町田ゼルビアトップチームコーチに就任。
2022年11月22日、カマタマーレ讃岐トップチーム監督に就任すると発表された。
2025年シーズンは前半戦終了時点で最下位に低迷し、7月6日付けで解任された。

## 所属クラブ
- 宇都宮市立陽光小学校[1]
- 宇都宮市立陽南中学校[1]
- 1992年 - 1994年 桐蔭学園高等学校
- 1995年 - 1997年 駒澤大学
- 1998年 - 2005年 ヴェルディ川崎/東京ヴェルディ1969
- 2006年 川崎フロンターレ
- 2007年 - 2008年 名古屋グランパスエイト
- 2009年 - 2010年 栃木SC

## 個人成績
| 国内大会個人成績 | 国内大会個人成績 | 国内大会個人成績 | 国内大会個人成績 | 国内大会個人成績 | 国内大会個人成績 | 国内大会個人成績 | 国内大会個人成績 | 国内大会個人成績 | 国内大会個人成績 | 国内大会個人成績 | 国内大会個人成績 |
| 年度             | クラブ           | 背番号           | リーグ           | リーグ戦         | リーグ戦         | リーグ杯         | リーグ杯         | オープン杯       | オープン杯       | 期間通算         | 期間通算         |
| 年度             | クラブ           | 背番号           | リーグ           | 出場             | 得点             | 出場             | 得点             | 出場             | 得点             | 出場             | 得点             |
| 日本             | 日本             | 日本             | 日本             | リーグ戦         | リーグ戦         | リーグ杯         | リーグ杯         | 天皇杯           | 天皇杯           | 期間通算         | 期間通算         |
| ---------------- | ---------------- | ---------------- | ---------------- | ---------------- | ---------------- | ---------------- | ---------------- | ---------------- | ---------------- | ---------------- | ---------------- |
| 1998             | V川崎/ 東京V     | 23               | J                | 15               | 0                | 2                | 1                | 3                | 0                | 20               | 1                |
| 1999             | V川崎/ 東京V     | 5                | J1               | 29               | 2                | 4                | 0                | 4                | 1                | 37               | 3                |
| 2000             | V川崎/ 東京V     | 5                | J1               | 30               | 1                | 6                | 0                | 2                | 0                | 38               | 1                |
| 2001             | V川崎/ 東京V     | 5                | J1               | 21               | 1                | 2                | 0                | 3                | 1                | 26               | 2                |
| 2002             | V川崎/ 東京V     | 23               | J1               | 28               | 2                | 6                | 0                | 1                | 0                | 35               | 2                |
| 2003             | V川崎/ 東京V     | 23               | J1               | 23               | 0                | 3                | 0                | 2                | 0                | 28               | 0                |
| 2004             | V川崎/ 東京V     | 5                | J1               | 29               | 3                | 8                | 1                | 5                | 1                | 42               | 5                |
| 2005             | V川崎/ 東京V     | 5                | J1               | 23               | 1                | 2                | 0                | 0                | 0                | 25               | 1                |
| 2006             | 川崎             | 8                | J1               | 7                | 0                | 1                | 0                | 0                | 0                | 8                | 0                |
| 2007             | 名古屋           | 5                | J1               | 21               | 0                | 2                | 0                | 1                | 0                | 24               | 0                |
| 2008             | 名古屋           | 5                | J1               | 18               | 1                | 6                | 0                | 1                | 0                | 25               | 1                |
| 2009             | 栃木             | 23               | J2               | 37               | 0                | -                | -                | 1                | 0                | 38               | 0                |
| 2010             | 栃木             | 23               | J2               | 17               | 0                | -                | -                | 0                | 0                | 17               | 0                |
| 通算             | 日本             | 日本             | J1               | 244              | 11               | 42               | 2                | 22               | 3                | 308              | 16               |
| 通算             | 日本             | 日本             | J2               | 54               | 0                | -                | -                | 1                | 0                | 55               | 0                |
| 総通算           | 総通算           | 総通算           | 総通算           | 298              | 11               | 42               | 2                | 23               | 3                | 363              | 16               |

## 代表歴

### 試合数
- 国際Aマッチ 1試合 0得点(2000年)

| 日本代表 | 国際Aマッチ | 国際Aマッチ |
| 年       | 出場        | 得点        |
| -------- | ----------- | ----------- |
| 2000     | 1           | 0           |
| 通算     | 1           | 0           |

### 出場
| No. | 開催日         | 開催都市 | スタジアム | 対戦相手 | 結果 | 監督                 | 大会             |
| --- | -------------- | -------- | ---------- | -------- | ---- | -------------------- | ---------------- |
| 1.  | 2000年02月16日 | マカオ   |            | ブルネイ | ○9-0 | フィリップ・トルシエ | アジアカップ予選 |

## 指導歴
- 2012年 - 2014年 ファンルーツアカデミーコーチングスタッフ[1]
- 2012年 - 2014年 東京23FC 監督
- 2015年 - 2016年 名古屋グランパス スクールコーチ
- 2017年 - 2019年 川崎フロンターレ コーチ
- 2020年 - 2022年 FC町田ゼルビア コーチ
- 2023年 - 2025年7月 カマタマーレ讃岐 監督

## 監督成績
| 年度 | 所属 | クラブ | リーグ戦 | リーグ戦 | リーグ戦 | リーグ戦 | リーグ戦 | リーグ戦 | カップ戦       | カップ戦  |
| 年度 | 所属 | クラブ | 順位     | 勝点     | 試合     | 勝       | 分       | 敗       | ルヴァンカップ | 天皇杯    |
| ---- | ---- | ------ | -------- | -------- | -------- | -------- | -------- | -------- | -------------- | --------- |
| 2023 | J3   | 讃岐   | 16位     | 44       | 38       | 11       | 11       | 16       | -              | 2回戦敗退 |
| 2024 | J3   | 讃岐   | 16位     | 43       | 38       | 10       | 13       | 15       | 1回戦敗退      | 2回戦敗退 |
| 2025 | J3   | 讃岐   | 20位     | 17       | 19       | 4        | 5        | 10       | 1回戦敗退      | 1回戦敗退 |

- 2025年は第19節まで。順位および成績は解任時点。

## タイトル

### クラブ
駒澤大学
- 全日本大学サッカー選手権大会 : 2回 (1995年、1997年)

### 個人
- 2000年 Jリーグフェアプレー個人賞

## 出演

### ラジオ
- SC_FM『ヨネラジ』(RADIO BERRY 2010年8月3日-2011年1月25日終了、火曜日20：55-21：00)